# Brie-sous-Archiac

Brie-sous-Archiac este o comună în departamentul Charente-Maritime, Franța. În 1 ianuarie 2022 avea o populație de 225 de locuitori.